# Безстрашна дівчинка
«Безстрашна дівчинка» — бронзова скульптура авторства Кристен Визбал, створена на замовлення потужної компанії керування активами State Street Global Advisors (SSGA) з рекламною метою, але стала помітним культурним феноменом. Статую було встановлено 7 березня 2017 року, напередодні Міжнародного жіночого дня, обличчям до статуї «Бика, що атакує», привертаючи увагу до проблем гендерної нерівності, зокрема у чверті із 3 ‎тисяч найбільших американських компаній взагалі немає жінок серед топ-менеджерів. Скульптура зображує дівчинку, у якої плаття та волосся розвіваються за вітром. Висота статуї 1,3 м, вага 110 кілограмів. Пізніше статую було демонтовано та встановлено біля будівлі Нью-Йоркської фондової біржі у Фінансовому кварталі Манхеттена, Нью-Йорк.
«Безстрашна дівчинка» рекламувала не саму компанію-замовника, а її індексний фонд, інвестиційний портфель якого складався з компаній, у яких відносно високий відсоток жінок серед вищого керівництва. На табличці, яка спочатку знаходилась біля ніг дівчинки, було написано: «Знай силу жінок у керівництві. ВОНА має значення» (англ. Know the power of women in leadership. SHE makes a difference.). Фраза мала рекламний характер, оскільки «SHE» є і займенником «вона», і тикером рекламованого фонду на NASDAQ.

## Створення
У замовленні State Street Global Advisors говорилося, що статуя повинна зображати дівчинку з руками на стегнах та піднятим догори підборіддям і бути заввишки 36 дюймів (91,4 см). Скульптор Крістен Візбал збільшила цю висоту до 50 дюймів (127 см), щоб статуя виглядала пропорційною до розміру «Атакуючого бика», неподалік якого планували розмістити статую. Візбал, за її словами, «подбала про те, щоб її риси були м'якими; вона зухвала, вона смілива, горда й сильна, але не войовнича». Натурницями для статуї стали дві дівчинки з Делавера.

## Історія
Спочатку статую дівчинки було встановлено 7 березня 2017 року на перехресті Бродвею та Уайтхолл-стріт, обличчям до статуї «Атакуючого бика». Оскільки скульптура була рекламою інвестиційного фонду, дозвіл на встановлення мав тимчасовий характер — на один тиждень. Потім термін подовжили на місяць, а згодом і на рік. Подовження підтримав мер міста Білл де Блазіо, який зокрема сказав, що статуя уособлює «протистояння страху, протистояння владі, спроможність знайти у собі сили робити те, ‎що правильно», а після «Маршу жінок» робота Візбал має особливий сенс.
Однак скульптор «Атакуючого бика» Артуро Ді Модіка заявив, що «Безстрашна дівчинка» була встановлена без погодження з ним, вона змістила акценти та сприйняття задуму його бика, що символізує агресивний фінансовий оптимізм і процвітання (на біржовому сленгу «биками» називають трейдерів, що орієнтовані на збільшення цін акцій). Його адвокат сказав, що у присутності «Безстрашної дівчинки» бик сприймається «представником чоловічого домінування», що порушує авторські права скульптора. Особливість ситуації у тому, що сам Артуро Ді Модіка у грудні 1989 року встановив свого тритонного бика посеред вулиці взагалі без будь-якого дозволу чи погодження з міською владою.
Проте десятки тисяч мешканців Нью-Йорка підписали петицію, з побажанням зробити статую «Безстрашної дівчинки» постійною, завдяки чому вона простояла на своєму первісному місці понад півтора року — до 28 листопада 2018 року.
10 грудня 2018 року статую представили публіці на новому місці. Тепер вона стоїть обличчям до центрального входу Нью-Йоркської фондової біржі (NYSE). На попередньому місці навпроти «Атакуючого бика» встановлена плитка з «відбитками ніг» дівчинки та написом «Безстрашна дівчина вирушила до Нью-Йоркської фондової біржі. Поки вона там, треба постояти за неї.». Проте і нове місце було визначено як тимчасове, що потребує периодичного подовження. Станом на квітень 2024 року остаточний статус скульптури залишився невизначеним.
У розпал пандемії COVID-19 на статуї (як і на інших відомих скульптурах) периодично з'являлася медична маска.

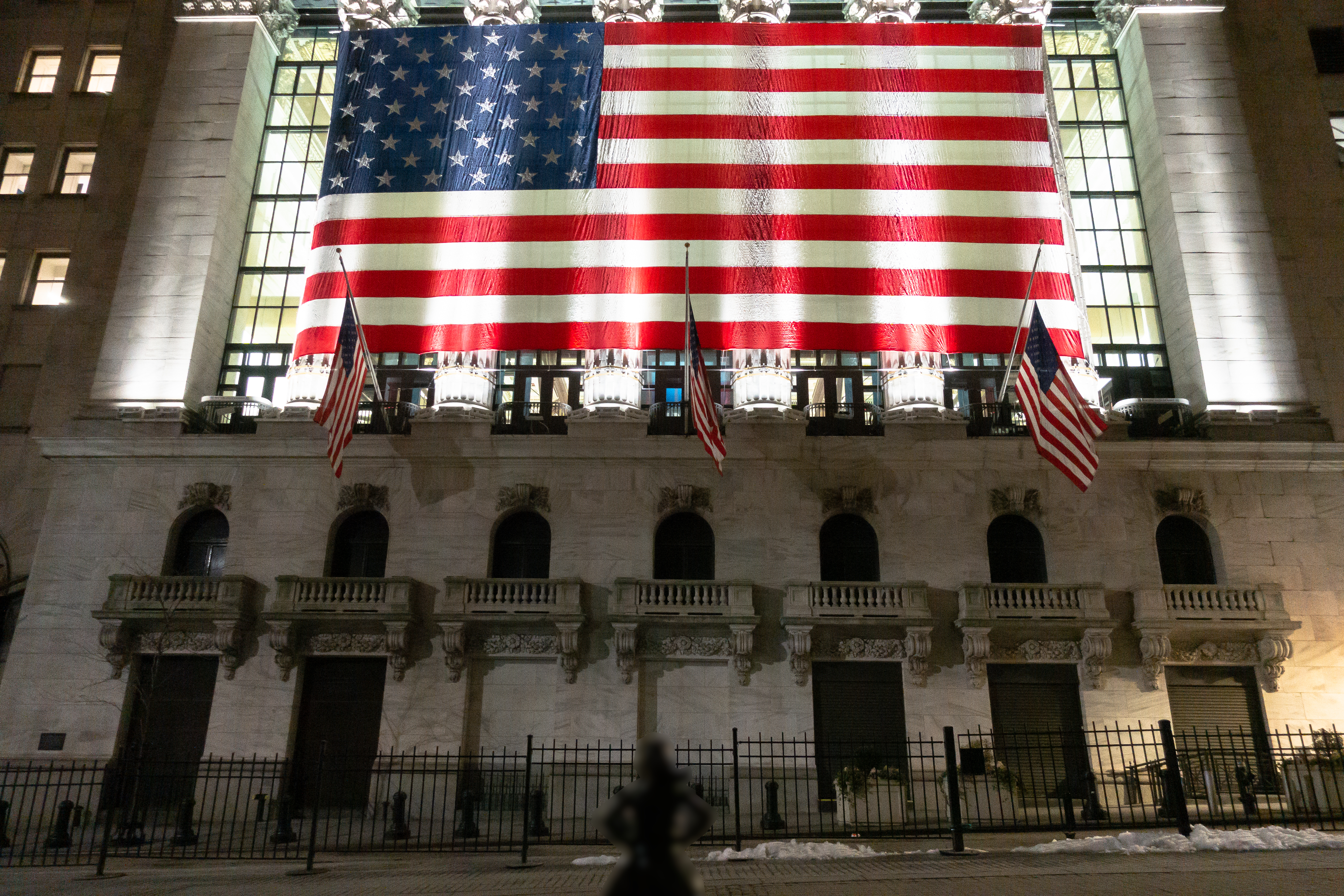
Статуя (темний обрис знизу) обличчям до будівлі NYSE у лютому 2019
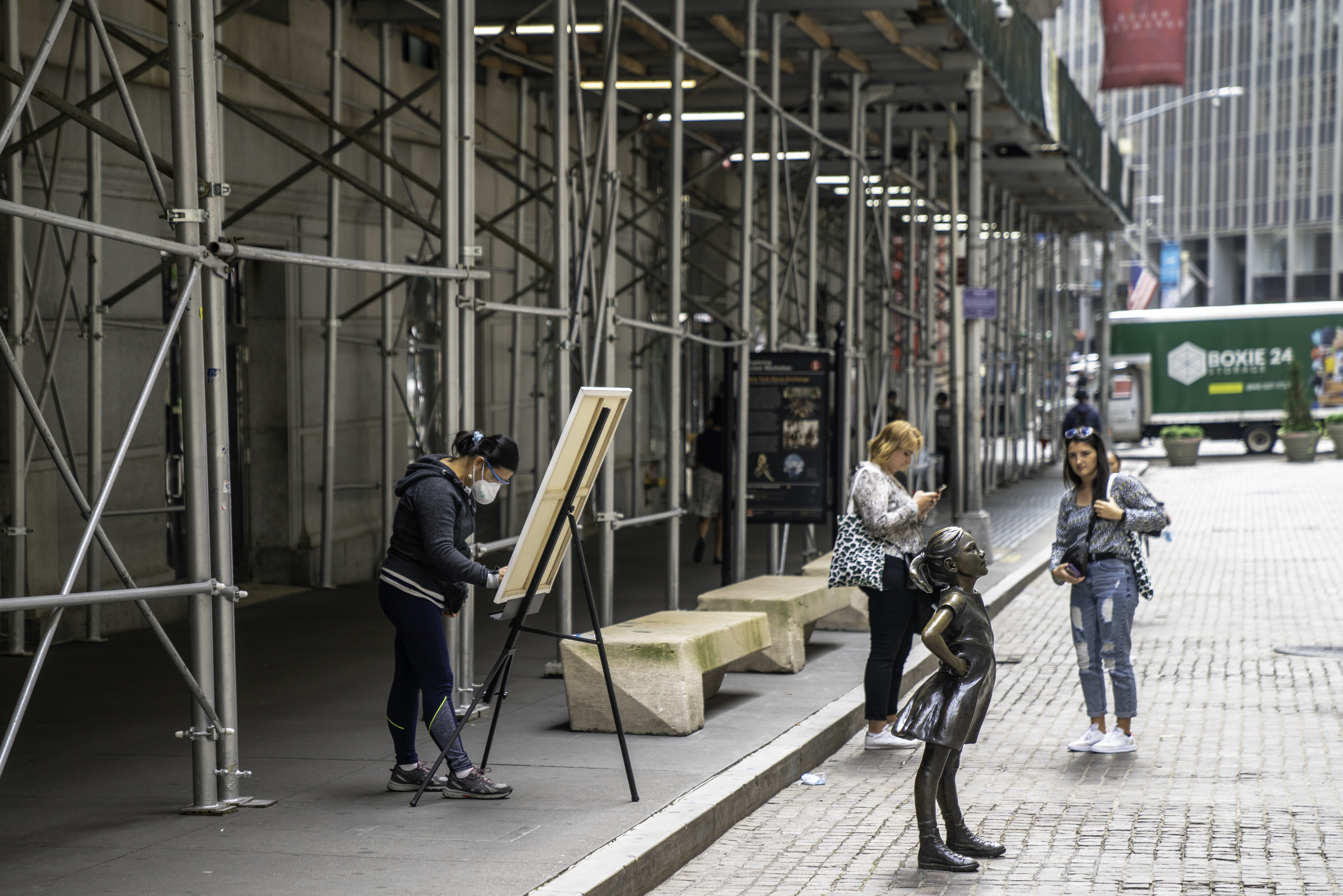
Безстрашна дівчинка після встановлення на новому місці

## Нагороди
- У 2017 році на фестивалі виробників реклами «Каннські леви» статуя дівчинки отримала 18 «левів», у тому числі 4 гран-прі[13], ставши в історії фестивалю другою роботою, яка отримала одразу чотири найвищі нагороди. Отримані нагороди за категоріями:

Titanium (нові формати в рекламі): гран-прі
Outdoor (зовнішня реклама): гран-прі, одне золото
PR (зв'язки з громадськістю): гран-прі, одне золото, одне срібло
Glass (за розкриття ґендерних проблем) : гран-прі
Promo and Activation: два золота, одне срібло
Media (ЗМІ): два золота
Direct: два золота, одне срібло, одна бронза
Design (дизайн): два золота
- У 2018 році Асоціація незалежних комерційних виробників (Association of Independent Commercial Producers, AICP) нагородила роботу «Безстрашна дівчинка» званням «Найкращої» (The Most Next Award)[14].
- У 2018 році Grand Effie — найвища нагорода на Effie Awards[15], престижного конкурсу в галузі маркетингу.

## Звинувачення у нещирості
Замовника скульптури State Street Global Advisors  звинуватили у тому, що «Безстрашна дівчина» в першу чергу служила нещирому іміджеві. The Guardian повідомила, що компанія сама не сприяла просуванню гендерної рівності та прозорості в питаннях нерівної   оплати праці. Після перевірки Міністерства праці США була виявлена дискримінація в оплаті праці близько 300 співробітниць. Для врегулювання спору компанія виплатила 5 мільйонів доларів.